# Monte delle Rose
Il Monte Rose, o monte delle Rose (Mali i Trëndafilët in arbëresh; muntagna dî Rosi in siciliano), fa parte della catena montuosa dei monti Sicani, ed è situato al confine delle province di Agrigento e Palermo, nei territori di Bivona e Palazzo Adriano.

## Nome
È da escludere la derivazione del nome dall'arabo ras o rais, che vuol dire "cima, punta"; in un documento del 1171, infatti, viene riportato proprio il toponimo che gli Arabi imposero al monte:
L'ipotesi più probabile è che il nome derivi dal fiore, e più precisamente dalle rose peonie (Paeonia mascula), che fioriscono a febbraio, senza spine, e crescono soprattutto su questa montagna; si narra che le rose siano cresciute al passaggio di santa Rosalia, figlia del nobile Sinibaldo, signore della Quisquina e del Monte delle Rose. 
Il nome che si pretendeva arabo Geneleungrad (in arabo ﺟﺒﻞ ﺍﻟﻐﺮﺍﺏ‎?, jebel el-ghurāb) significa "monte del corvo".

## Descrizione

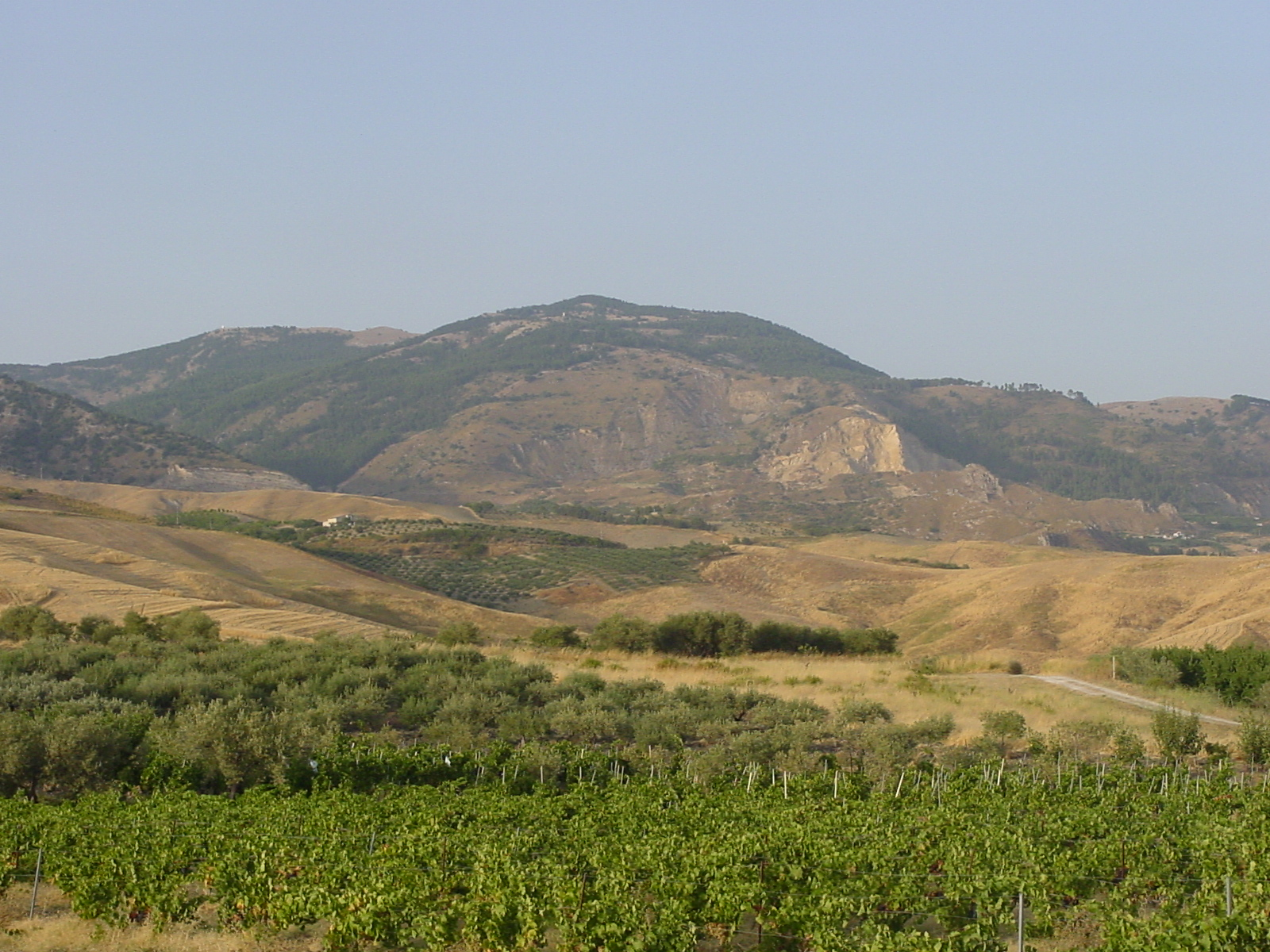
Panoramica del Monte delle Rose

Con i suoi 1.436 m è tra le cime più elevate della catena dei Monti Sicani. Il Monte delle Rose si trova al confine della riserva naturale della valle del Sosio, e si eleva in una zona in cui la natura è incontaminata e poco antropizzata. Fu citato da Aristotele e da Plinio il Vecchio e nell'antichità era famoso per le sue virtuose erbe spontanee, oggetto di studi per molti botanici.
Oltre alle citate rose peonie, la rimanente sezione floristica del comprensorio del Monte delle Rose è composta da giacinti, agrifogli, lavagelli, primule, pungitopi, biancospini, vitalba, anemoni e diverse specie di orchidee. Numerose sono anche le erbe aromatiche, come origano, ruta, aneto, salvia, cumino, issopo, malva, menta, melissa, timo e nepetella. 
La fauna è composta in gran parte da uccelli migratori, come l'upupa, da falchi pellegrini, da lepri, istrici, martore e gatti selvatici.
Ad alta quota, in agro bivonese (precisamente sul Piano della Fiera), si trova una croce presso cui gli arbëreshë di Palazzo Adriano sono soliti recarsi ogni 1º agosto per intonare il canto dei loro avi O e bukurà Morè, "O bella Morea", rivolto all'Albania, loro terra natia.
In prossimità della cima, nel territorio agrigentino di Bivona, è posta una stazione ripetitrice, comunemente e impropriamente definita "palla meteorologica".
Il clima in inverno sulla cima è appenninico e può scendere oltre lo 0 fino a circa -7 gradi. In estate può arrivare a temperature massime di oltre i 30 gradi.

## Necropoli
(Aristotele, De admirandis naturae)
La frase, tratta da un'opera aristotelica e presente (in latino) all'interno di un'opera della seconda metà del XIX secolo di Luigi Tirrito, è da riferire al Monte delle Rose: anticamente il monte era chiamato Jonio e poi Gonio. 
Operando una meticolosa analisi glottologica dell'antica denominazione del monte, Cesare Sermenghi ritenne che il monte abbia assunto questo nome dalla popolazione greca che lo ha interessato: risulterebbe, pertanto, una sede colonizzata dagli antichi greci. 
Infatti, la necropoli rinvenuta nelle zone elevate del monte, in un pianoro di modeste proporzioni, testimoniata da campionari ceramici e da altro materiale fittile, suggerisce l'ambito di un piccolo villaggio di eccezionale suggestione, sia per la singolare posizione (il villaggio era sito a più di 1.000 metri di altezza), sia per il messaggio culturale scandito dall'incontro della civiltà pastorale con la più avanzata civiltà greca antica (VIII secolo a.C.).

## Galleria d'immagini

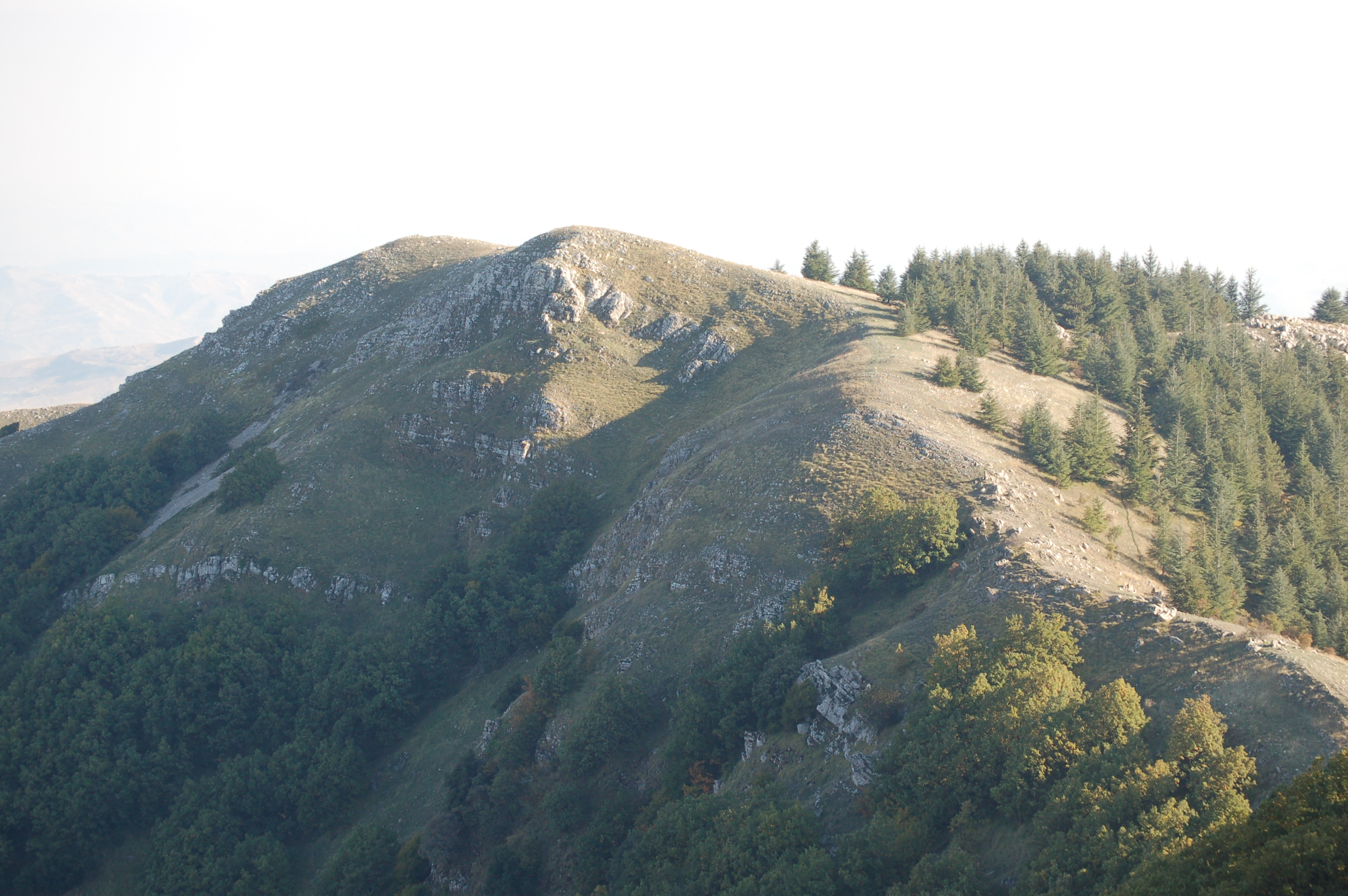
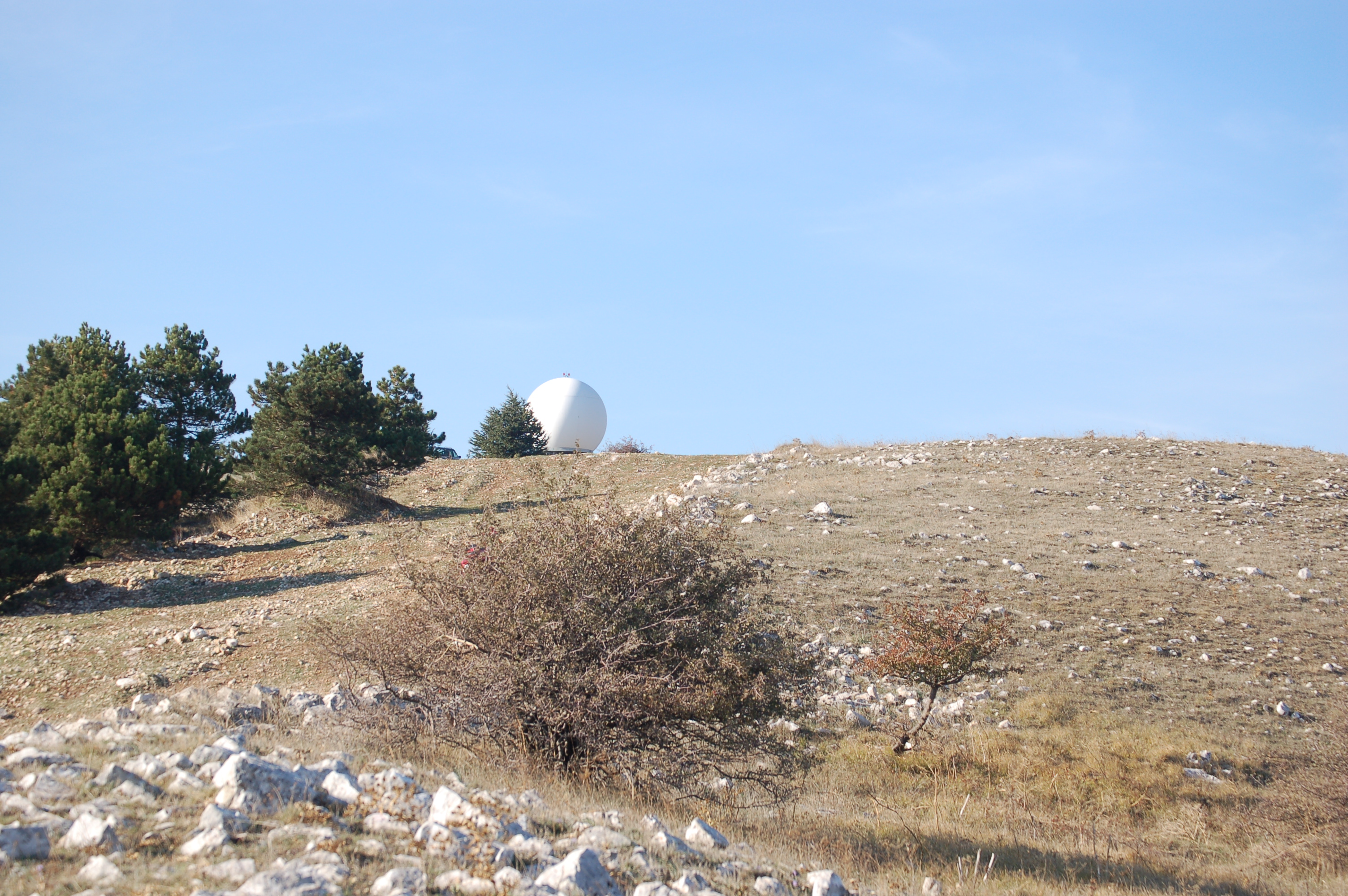
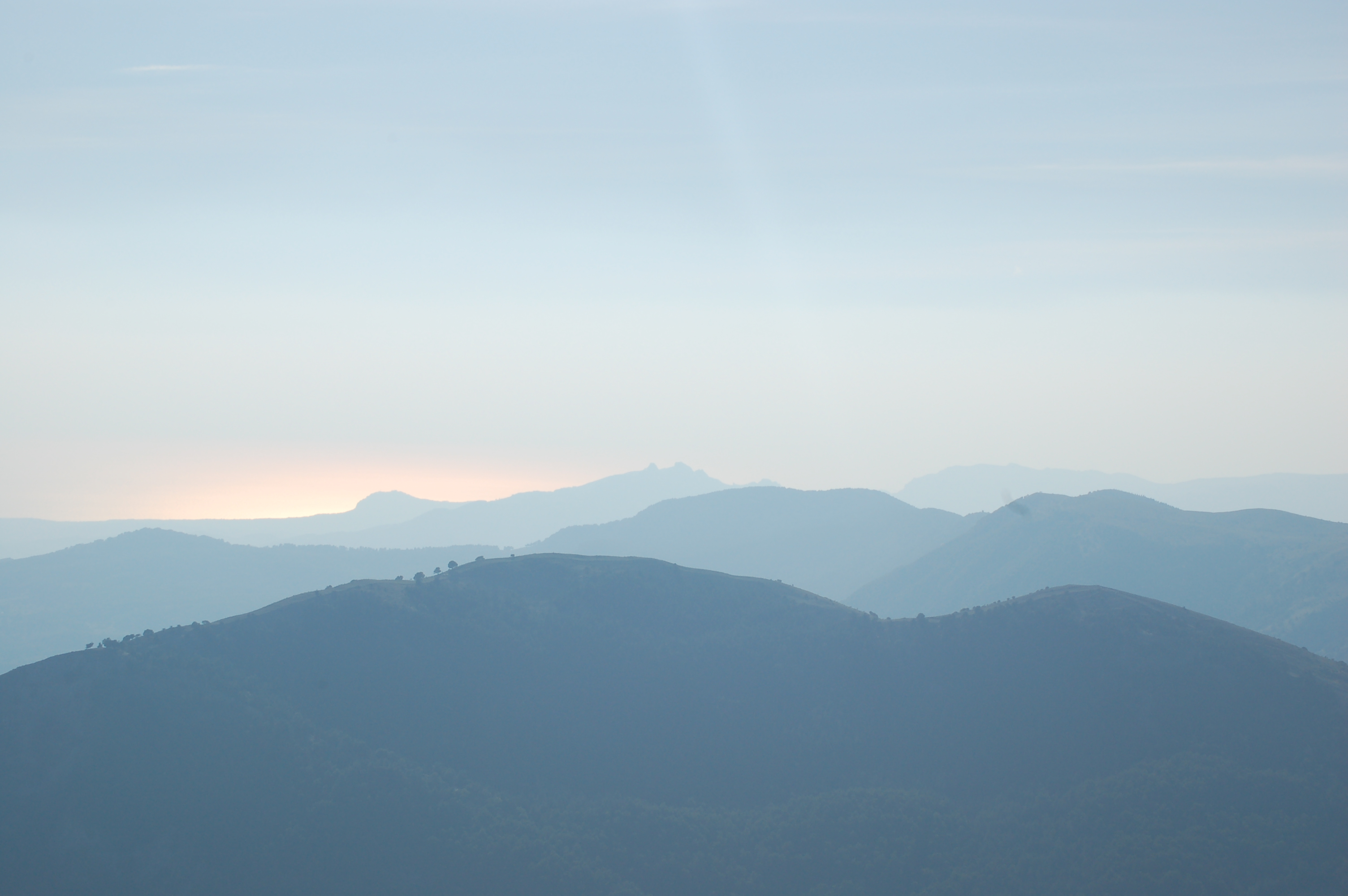
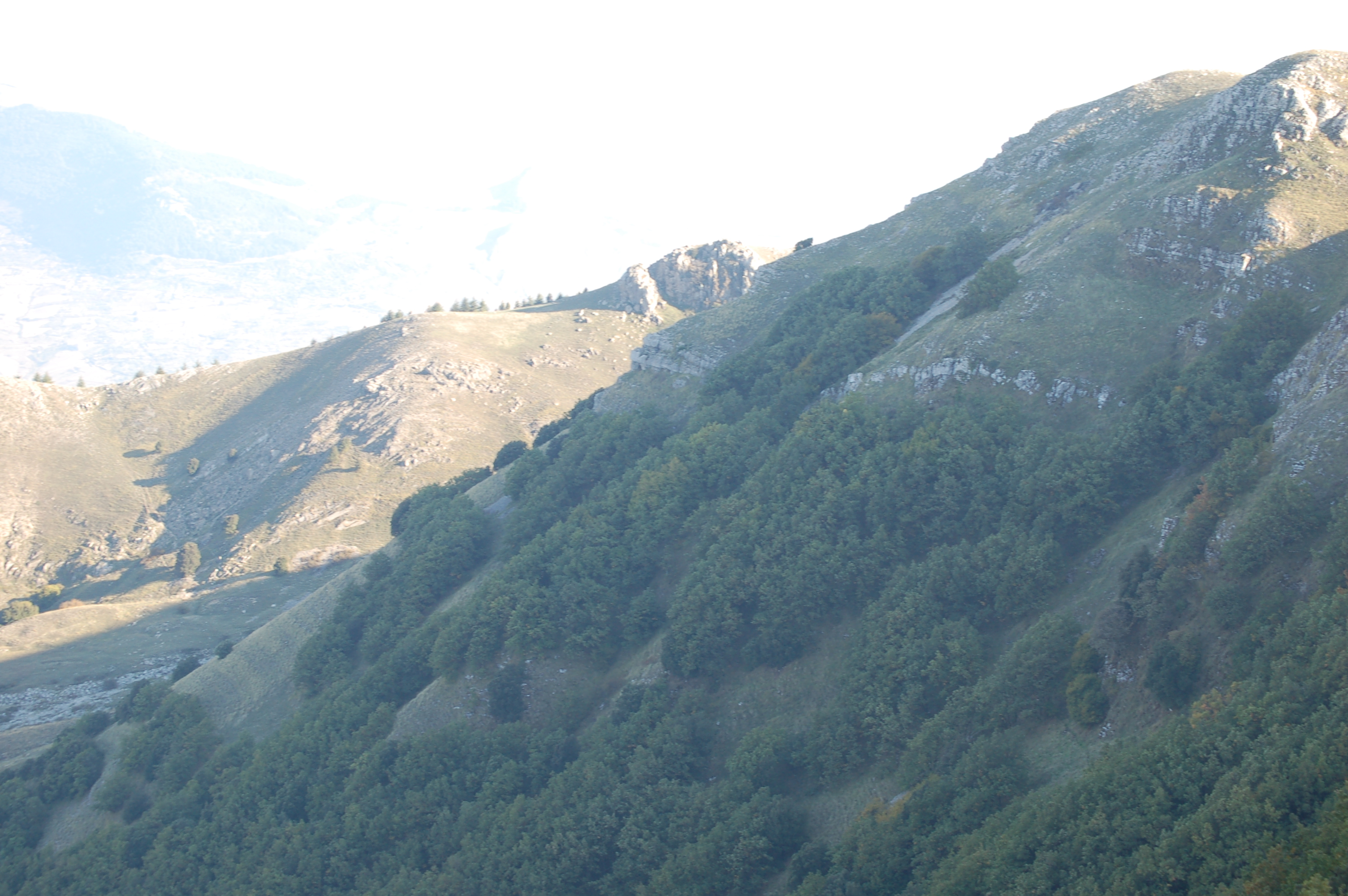
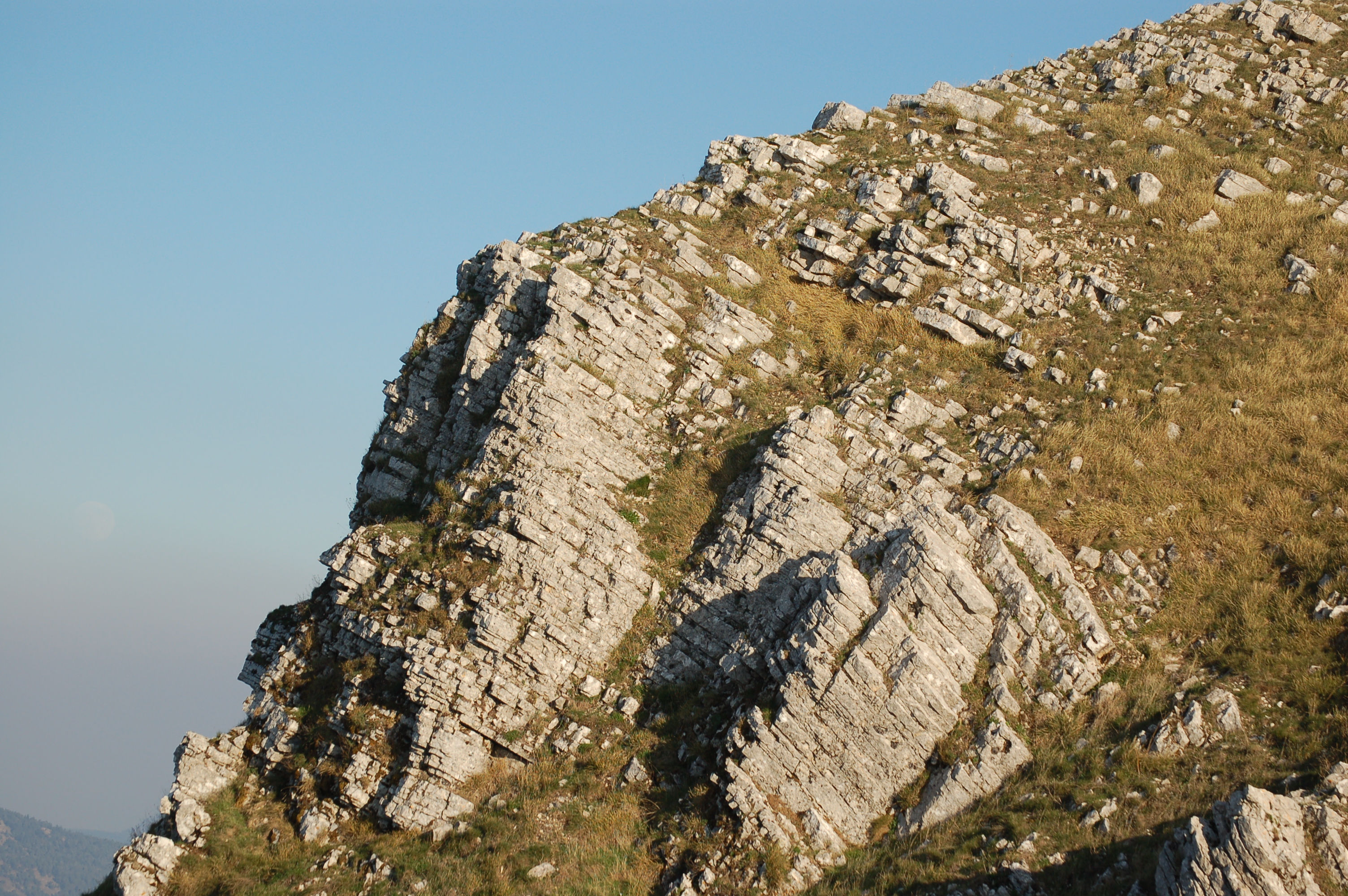